# Setge de Tolosa (439)
El setge de Tolosa del 439 fou un episodi bèl·lic entre romans i visigots. Fou la conseqüència del fallit setge de Narbona del 436 per part dels visigots, que van fugir fins a la capital visigoda, Tolosa, en arribar la coalició militar de romans i huns a socórrer Narbona. Els visigots van resistir dins de la ciutat, però no tenien possibilitats d'alçar-se vencedors per la força, i van haver de recórrer a una difícil negociació que no fructificà. En una acció desesperada els visigots van aconseguir capturar el general enemic, Litori, en una victòria pírrica. Després es pactaria una pau favorable als visigots.

## Antecedents
Els visigots s'assentaren en les terres romanes de l'Aquitània Secunda a través de l'aliança de federats entre Vàlia i els romans el 418, establint la seva capital a Tolosa. A la mort de Vàlia surt escollit com a rei Teodoric I que, a diferència del seu antecessor, no acceptà aliar-se amb els romans i molt menys supeditar-se al seu emperador a través del foedus i s'enfrontà als romans diverses vegades, intentant estendre el seu territori vers la Provença i accedir a la costa mediterrània, assetjant la ciutat d'Arle dues vegades el 425, aprofitant la mort de l'emperador Honori i els desordres per la successió, i novament el 430. Tanmateix, ambdues incursions fracassaren gràcies a l'acció del general romà Flavi Aeci.
El 435 es produeix una revolta de bagaudes a la Gàl·lia. L'any següent els burgundis, que vivien a la regió com a federats, es van revoltar i van envair la Gàl·lia Belga. Aprofitant l'avinentesa, Teodoric trencà l'aliança amb els romans i va guiar personalment les seves tropes fins a Narbona, la qual posà en estat de setge. La ciutat va estar resistint fins a l'any 437 quan arriben l'exèrcit romà per enfrontar-se als visigots. El general Aeci hagué de fer front als problemes de la Gàl·lia, amb col·laboració huna negociada, el 437 va atacar diversos cops fins a devastar el regne de Burgúndia. No obstant això, Aeci encara havia de bregar amb els bagaudes d'Armòrica i envia al seu lloctinent Litori a lluitar contra Teodoric I, comptant igualment amb la col·laboració 
d'un contingent hun, Litori aconseguí derrotar i foragitar als visigots de Narbona. Però el general el perseguí fins a la seva capital, Tolosa.

## Desenvolupament
Després de la seva fugida, els romans van perseguir els visigots fins a Tolosa. Allà, sense possibilitats d'obtenir la victòria per la força, Teodoric va haver de recórrer a negociacions, fins i tot havent d'utilitzar com a mitjancers a bisbes catòlics. De fet, la capital era el lloc on probablement hi havia el gruix de població visigoda, per tant, per a Teodoric era qüestió de supervivència. Tanmateix, Litori va refusar negociar amb el rei visigot i va continuar el setge de la ciutat. No obstant això, tot i que el general romà va tenir unes victòries inicials, en una acció desesperada els visigots van aconseguir capturar-lo i van guanyar als romans, però també va suposar una pèrdua considerable d'homes per a ells. Pocs dies després, Litori fou executat.
Per evitar posar la Gàl·lia a mercè de les incursions visigodes, el nou prefecte del pretori del 439, Avit, que havia tingut contacte amb unes negociacions amb Teodoric anteriorment, va negociar la pau per la part romana, possiblement favorable als visigots.